# Brau de Creta
El Brau de Creta és un ésser fantàstic de la mitologia grega. Minos, rei de Creta, va demanar a Posidó, déu del mar, que li donés un brau. Posidó va fer sortir un brau de les aigües, que es conegué com al brau de Creta. Minos tenia pensat oferir-lo en sacrifici al déu, però en veure la bèstia magnífica que era va decidir sacrificar-ne un altre.
Potser va ser per aquesta raó que els déus van fer per manera que l'esposa de Minos, Pasífae, sentís una forta atracció sexual pel brau i volgués aparellar-s'hi. Això va ser possible gràcies a Dèdal que va construir una vaca de fusta dins la qual es va posar Pasífae aconseguint que el brau la muntés.
D'aquest aparellament va néixer el Minotaure, monstre meitat home meitat brau, que Minos va ordenar tancar en el laberint construït per Dèdal.
Aquest és l'animal que Euristeu encarregà a Hèracles que li portés viu. Així, Hèracles va anar a Creta i demanà ajuda al rei Minos, però el rei s'hi va negar. Li va permetre capturar-lo si era capaç de fer-ho tot sol. Hèracles va agafar el brau i se'n va tornar a Grècia amb ell. Va presentar el brau a Euristeu, el qual el va voler dedicar a Hera, però la deessa no ho va consentir, ja que no volia acceptar un present que vingués d'Hèracles, i va alliberar la bèstia, que va recórrer l'Argòlida, va travessar l'istme de Corint i va arribar a l'Àtica, fins que finalment Teseu el va matar amb l'espasa a Marató, prop d'Atenes.